# Сіннамарі (футбольний клуб)
Футбольний клуб «Сіннамарі» (фр. Union Sportive de Sinnamary) — гвіанський футбольний клуб з Сіннамарі. Клуб був заснований у 1952 році, та проводить домашні матчі на стадіоні «Стад Омніспорт» місткістю 2500 глядачів. Клуб грає у вищому дивізіоні чемпіонату Французької Гвіани, та тричі був чемпіоном території, а також тричі вигравав Кубок Французької Гвіани.

## Титули і досягнення
- Чемпіон Французької Гвіани (3): 1992—1993, 1993—1994, 1996—1997
- Володар Кубка Французької Гвіани (3): 1995—1996, 1997—1998, 2001—2002
- Володар Кубка Утремер (1): 1993